# گیوسپ تونیولو
گیوسپ تونیولو (Giuseppe Toniolo) (7 مارس ۱۸۴۵ – ۷ اکتبر ۱۹۱۸)، یک اقتصاددان و جامعه‌شناس کاتولیک ایتالیایی رومی و پیشگام دموکراسی مسیحی بود. تونیولو که یک اقتصاددان سیاسی و اجتماعی برجسته بود، سوسیالیسم و هم کاپیتالیسم آزاد را تقبیح نموده و در عوض آن یک سیستم اقتصادی را حمایت می‌کرد که در آن قوای اجتماعی، قضائی و اقتصادی برای منافع عمومی به‌صورت متناسب همکاری داشته باشند. تونیولو یکی از اولین حامیان کاتولیک اتحادیه‌های کارگری و اصلاح اجتماعی بود. فعالیت‌های او از تعالیم اجتماعی کاتولیک الهام گرفته و اقتصاد را «بخش لاینفک طرح عملیاتی خداوند» توصیف می‌کرد.
تونیولو در ۲۹ آوریل ۲۰۱۲ توسط پاپ بندیکت شانزدهم در روم، آمرزیده شد.

## زندگی

### تحصیلات و ازدواج
گیوسپ تونیولو در ۷ مارس ۱۸۴۵ میلادی به عنوان اولین فرزند از چهار فرزند انتونیو تونیولو و ایزابیلا آلیساندرینی در تریویسو متولد شد. او در منطقه سانت آندریا زندگی کرد. آلیساندرو مامای او بود.
از آنجاییکه پدر تونیولو (انجنیر بود) در جاهای مختلف در منطقه وینتو ایفای وظیفه کرد، تونیولو در جریان طفولیت چندین بار نقل مکان کرد. تونیولو قبل از این‌که در پادوا وارد کالج شود، در مدرسه سنت کاترین در وینیز درس خواند. در کالج نام‌برده او حقوق الهی خواند و درس‌هایی را گرفت که فیدل لامپرتیکو و آنجلو مسداگلیا قبل از فارغ‌التحصیل شدن در ۲۱ ژوئن ۱۸۶۷ رهبری می‌کردند. اما مرگ نابهنگام پدرش باعث اخلال تحصیلات او شد اما بعداً قبل از فارغ‌التحصیل شدن تحصیلاتش را ادامه داد.
تونیولو در صلح چهارم سپتامبر ۱۸۷۸ با ماریا شیراتی ازدواج کرد (این زوج بعد با پادرمیانی برادران ماریا، گاتانو و ریناتو با هم دیدار کردند). این زوج با هم صاحب هفت فرزند شدند که از آن‌جمله سه تن آن در طفولیت از دنیا رفتند. چهار فرزند دیگر آن‌ها عبارت از:
- ایمیلیا – راهبه (متوفی ۱۹۷۰)
- آنتونیو (متوفی ۱۹۵۵)
- ایلیسا
- تریسا

### استادی
تونیولو به عوض دنبال‌نمودن شغل حقوقی برای بیش از چهار دهه اقتصاد درس داد و قبل از این‌که تدریس در وینیز در مؤسسه تکنیکی وینیز را میان سال‌های ۱۸۷۴ و ۱۸۷۸ میلادی آغاز کند، در سال ۱۸۶۸ میلادی در آلما ماتر خود به عنوان معاون ریاست مطالعات قضائی-سیاسی انتخاب شد. این شغلش یکبار به دلیل یک دوره کوتاه بازگشت در پادوا مختل شد. در سال ۱۸۷۸ میلادی او در کالج مودینا و ریگیو ایمیلیا استاد شد. تونیولو در سال ۱۸۸۳ میلادی در کالج پیسا به عنوان استاد انتخاب شده و در آنجا تا زمان مرگش در سال ۱۹۱۸، رئیس اقتصاد سیاسی بود.
علی‌رغم این‌که برخی از مسیحیان بنا بر عناصر ماسونی و ضد روحانی که برای متحدسازی ایتالیایی‌ها در سال ۱۸۶۰ میلادی کمک کرده بودند، از سیاست دوری می‌کردند، تونیولو از اهمیت ارزش‌های دینی در سیاست و اقتصاد دفاع کرد. تونیولو تیوری‌های را در مورد تدریس اجتماعی توسعه داد که مسیر میانی میان اقتصاد آزاد (پیشنهاد آدام اسمیت؛ همانی که کامیلو بینسو و همچنین ویلفریدو پاریتو از آن دفاع می‌کردند) و سوسیالیسم دولت محور که پیروان کارل مارکس پیشنهاد کرده و از آن دفاع می‌کردند، ایجاد کرد.
تونیولو در سال ۱۸۸۹ میلادی اتحادیه کاتولیک را برای مطالعات اجتماعی بنیان‌گذاری کرده و بعداً بررسی بین‌المللی علوم اجتماعی را در سال ۱۸۹۳ بنا نهاد. اندیشه آلمانی اقتصاد تاریخی – از گوستاو فون اشمولر و بعدها جوزف شومپیتر – به عنوان تأثیراتی بر روشن‌فکران ایتالیایی آن زمان عمل کرد. تونیولو از حمایت از کارگران دفاع کرد و در سال ۱۸۸۹ میلادی اتحادیه‌ای را برای مبارزه برای حقوق کارگران تأسیس کرد و همچنین با حمایت از زنان و کودکان در راستای محدودسازی هفته کاری کار نمود. تونیولو به نهادهایی از خانواده گرفته تا اتحادیه‌ها و انجمن‌های حرفه‌ای معتقد بود که بتوانند میان افراد و دولت میانجی باشند. او بعد از سال ۱۹۰۰ میلادی جنبش کنش اجتماعی مسیحی را رهبری کرد که چیزی شبیه فعالیت اجتماعی در ایالات متحده شد. ایده‌های تونیولو به‌صورت خاص بر پاپ لیوی سیزدهم (شامل ریروم نواریوم) و پیوس دهم اثرگذار بود. او گفت که اقتصاد «بخش جدایی ناپذیر طرح عملیاتی خداوند» است و به عنوان «مکلفیت عدالت» درنظرگرفته می‌شود که باید به عنوان یک امر ضروری به تمام مردم عمل کند نه به یک عده معدود. تونیولو همچنین مونسیگنور گیورگ راتزینگر – برادر بزرگ پاپ بندیکت شانزدهم – را می‌شناخت.
در سپتامبر ۱۹۱۸ او آگوستینو جیمیلی را ترغیب کرد تا پس از پایان جنگ کالجی را در میلان تأسیس کند و جیمیلی در سال ۱۹۲۱ «Università Cattolica del Sacro Cuore» را بنیان‌گذاری کرد که هم‌واره رشد کرده و یکی از بزرگ‌ترین دانشگاه‌های جهان با شاخه‌های در میلان (که شاخه اصلی بود) و همچنین در پیاسنزا و بریسیا که بخش طبی آن در روم (مؤسسه جیمیلی) قرار داشت، گردید. تونیولو همچنین دوست بارتولو لونگو بود و افرادی مانند کاردینال آندره کارلو فراری و اسقف جیاکومو رادینی-تدیشی اندیشه و فعالیت او را ستودند.

### مرگ و دیدگاه معاصر او
تونیولو در ۷ اکتبر ۱۹۱۸ وفات کرد و جسدش در کلیسای سانتا ماریا آسونتا در پیف دی سولیگو به خاک سپرده شد. در یک کنفرانسی که در سال ۲۰۱۲ میلادی در مورد تونیولو برگزار شده بود، در یکی از پیام‌ها از سوی کاردینال تارسیسیو برتون او به عنوان یک الگو برای کنشگری خوانده شده بود. بیشتر فعالیت‌های او تا سال ۲۰۱۳ به زبان انگلیسی ترجمه نشده بودند. بقایای جسد او در ۲۰ سپتامبر ۲۰۱۱ برای بازرسی متعارف از خاک درآورده شده و بعداً در ۷ اکتبر در همان مقبره اما در یک تابوت سنگ مرمر متفاوت دفن شد. اسقف ویتوریو ونتو کورادو پیتزیولو و اسقف ممتاز آن آلفردو ماگاروتو در کنار مطران سورنتینو حضور داشتند.
در سال ۱۹۶۱ میلادی ویتوریو ونتو آلبینو لوزیانی که بعداً اسقف شد – پاپ جان پل اول آینده – در مورد سهم تونیولو در تعالیم اجتماعی و کنشگری سخنرانی کرد. لوزیانی تونیولو را به عنوان یک «تبلیغ‌گر خستگی ناپذیر ایده‌های Rerum Novarum خواند»

## بئاتیفیکاسیون
لابی‌ها از F.U.C.I. برای به‌رسمیت‌شناسی قدوسیت او در سال ۱۹۳۳ میلادی آغاز یافت که منجر به آغاز روند آمرزیده شدن او شد که باعث می‌شد تونیولو به افتخارات آلتار برسد. مرحله اطلاعاتی تحقیق در سال ۱۹۳۴ در پیسا آغاز یافته و بعداً در سال ۱۹۴۱ میلادی با یک روند وابسته به پاپ که بعدها آن نیز در پیسا برگزار می‌شد از سال ۱۹۵۱ تا ۱۹۵۴ میلادی پایان شد. نظریه‌پردازان نوشته‌های تونیولو را ارزیابی کردند تا ببینند که آیا پیروی از دکترین در آن وجود دارد یا خیر و طی یک فرمان صادر شده در ۱ ژوئن ۱۹۴۷ میلادی تأیید کردند که هیچ اشتباه دکترینی در آن وجود ندارد. معرفی رسمی این امر در زمان پاپ پیوس دوازدهم در ۷ ژانویه ۱۹۵۱ صورت گرفت که در آن تونیولو به عنوان بنده خدا لقب گرفت. جماعت مناسک (Congregation for Rites) بعدها در ۸ ژوئیه ۱۹۵۵ روندهای معلوماتی و وابسته به پاپ را تأیید کرد.
جماعت برای امور سنت‌ها و مشاورین آن‌ها در ۶ فوریه ۱۹۷۱ تنها با کاردینال و اعضای اسقف C.C.S. ملاقات کرده و موضوع را تأیید کردند و بعد از آن یک ماه بعد در ۲۹ مارس تأییدی بیشتر اعطا نمودند. پاپ پل ششم تونیولو را بعد از تأیید این‌که اقتصاددان متوفی یک زندگی الگو و قهرمانانه داشته‌است، در ۱۴ ژوئن ۱۹۷۱ به عنوان ارجمند معرفی کرد.
عمل آمرزیده شدن تونیولو متعلق به یک معجزه که تأییدی پاپ را در پی‌داشت، وابسته بود. این معجزه باید آن‌طور شفابخش می‌بود که علم و طبابت نتواند آن را توضیح دهد. یک چنین موردی در ویتوریو ونتو کشف شد و روند ارزیابی این معجزه در آنجا از ۲۴ سپتامبر ۲۰۰۶ تا بسته‌شدن آن یک ماه بعد در ۱۹ اکتبر اتفاق افتاد. این پژوهش به روم منتقل شد جاییکه C.C.S. این روند را در ۳۰ نوامبر ۲۰۰۷ تأیید کرد قبل ازاین‌که متخصصین طبی ماهیت معجزه آسای این درمان را در ۲۸ فوریه ۲۰۰۸ تأیید کنند. الهی‌دانان در ۲۹ آوریل ۲۰۰۹ تأیید کردند که این معجزه به دلیل استناد به شفاعت تونیولو با اعضای C.C.S. که با هر دو هیئت در جلسه آن‌ها در ۱۱ ژانویه ۲۰۱۱ موافقت کردند، رخ داد. پاپ بندیکت شانزدهم در ۱۴ ژانویه ۲۰۱۱ این یافته‌ها را تأیید کرد و تأییدی پاپی خود را برای آمرزیده شدن تونیولو اعطا کرد. جیووانی آنجلو بچیو در ۱۱ نوامبر ۲۰۱۱ به سورنتینو که بعداً مطران شد دربارهٔ تاریخ تأیید شده برای آمرزیده شدن اطلاع داد.
از آمرزیده شدن در ۲۹ آوریل ۲۰۱۲ در باسیلیکای سنت پل خارج از دیوارها (کلیسا) با کاردینال سالواتور دی گیورگی که به نمایندگی از پاپ حاضر شده بود، تجلیل به‌عمل آمد. اسقف اعظم پیسا به همراه بیش از ۴۰ اسقف و اسقف اعظم و ۵۰۰۰ مردم حضور بهم رساندند. کاردینال دیونیگی تیتامانزی نیز همراه با کاردینالها آنجلو باگناسکو و گیوسپ بیتوری و همچنین پاولو ساردی حاضر شدند. بندیکت شانزدهم در سخنرانی‌اش در ریجینا کائلی در همان روز در مورد تونیولو گفت: «پیام او بسیار به روز است، مخصوصاً در همان ایام: تونیولو به روش برتری انسان و هم‌بستگی اشاره می‌کند».
مطران قبلی برای این امر اسقف دومینیکو سورینتینو بود و حالا دکتر سیلویا مونیکا کوریال است.

### معجزه
معجزه‌ای که باعث آمرزیده شدن تونیولو شد، شفایاب شدن فرانسسکو بورتولینی بود، کسی که بعد از افتیدن در سال ۲۰۰۶ و استناد به شفاعت تونیولو از جراحات جدی شفا یافت.